# Astragalus shagalensis
Astragalus shagalensis — вид квіткових рослин з родини бобових (Fabaceae). Ареал охоплює такі країни: Вірменія.

## Середовище
Росте на кам'янистих схилах, у степах, лучно-степах та орних угіддях. Висоти: 1000–1700 метрів. Основними загрозами є втрата та деградація середовища існування, спричинені людиною, спричинені зміною сільського господарства та кочовим скотарством.